# Mendoza (Àlaba)
Mendoza és un poble i concejo pertanyent al municipi de Vitòria. Tenia 112 habitants en 2007. Forma part de la Zona Rural Nord-oest de Vitòria. Es troba a uns 521 msnm en el límit occidental de la Planada Alabesa, als peus de la Serra Brava de Badaya, que limita aquesta plana per l'oest. Històricament aquesta posició havia resultat estratègica, ja que permetia el control de la vall del Zadorra i de la ruta que comunicava la Planada Alabesa amb la Vall de l'Ebre a través d'aquesta vall.

## Història
El poble de Mendoza està lligat amb el llinatge dels Mendoza. Aquesta família de gentilhomes era natural de la zona de Laudio, on eren vassalls de la poderosa família Haro.
Una branca secundària dels Mendoza, el nom dels quals deriva probablement del basc mendi hotza, o muntanya freda, es va instal·lar en l'estratègic emplaçament del poble de Mendoza, on va construir una casa-torre coneguda com a Torre de Mendoza. D'aquesta branca de la família, que va passar a ser la principal quan es va extingir la branca de Laudio, van sorgir una sèrie de notables personalitats que es van distingir en el servei dels reis castellans, la qual cosa va permetre a la família establir-se a Castella, on va donar origen a un dels llinatges nobles més poderosos i influents del país, els ducs de l'Infantado.
Originalment Mendoza estava compost per dues poblacions diferents, denominades Mendoza i Mendibil, encara que ja al segle xiv componien una unitat; de tant en tant rebien el nom de lloc de Mendoza i Mendívil. En el segle XIV es va convertir en terra de reialme, encara que mai es va deslliurar del tot de les pretensions dels senyors de Mendoza i ducs de l'Infantado.
A mitjan segle xvi la població de Mendoza va obtenir el títol de vila. Durant els segles esdevenidors van ser nombrosos els plets entre els ducs de l'Infantado i el concejo de Mendoza, a causa de les pretensions senyorials sobre la vila.
La vila de Mendoza, juntament amb la veïna vila d'Estarroa, van formar la Germandat de Mendoza, integrada al seu torn en la Quadrilla de Mendoza, una de les subdivisions tradicionals d'Àlaba. Mendoza era cap de la quadrilla homònima. La seva importància va anar disminuint amb el pas dels segles. Al segle xix la germandat de Mendoza es va transformar en municipi de Mendoza, que integrava a les viles de Mendoza i Estarroa. En 1965 el municipi de Mendoza va ser absorbit pel de Vitòria, quedant aquesta població històrica com a concejo rural dins del municipi de Vitòria.

## Patrimoni i tradicions
Destaca la Casa-Torre de Mendoza o Torre del Infantado, construcció que data del segle xiii i que va ser construïda per Íñigo López de Mendoza. La torre va ser restaurada en 1963. És un edifici de planta rectangular envoltat per una muralla amb torrasses en les seves cantonades. En l'actualitat és la seu del Museu d'Heràldica Alabesa. El museu compta amb una col·lecció d'escuts i indumentària medieval i informació abundant sobre heràldica alabesa. La planta superior del museu-torre és una magnífica talaia amb estupendes vistes de la part occidental de la Planada.
També es conserva l'antic costell de Mendoza, que data del segle xvi, on s'executaven les sentències dictades pels jutges. Encara es conserven els ganxos i argolles utilitzats per subjectar els presos.
Les festes patronals de Mendoza se celebren el 12 d'octubre per la diada del Pilar.

## Personatges il·lustres
Pedro González de Mendoza (1340-1385): Poeta i militar. Senyor d'Hita i Buitrago. Majordom major del rei Joan I de Castella. Conegut com el màrtir d'Aljubarrota per haver salvat la vida al rei cedint-li el seu cavall perquè fugís a costa de la seva pròpia vida. Va ser un dels pioners de la poesia cortesana en la cort castellana, i es conserven quatre obres seves al Cancionero de Baena.